# Злая королева (Дисней)
Королева Гримхильда (англ. Queen Grimhilde) — главная антагонистка первого полнометражного анимационного фильма студии Disney «Белоснежка и семь гномов», снятого в 1937 году по мотивам одноимённой сказки Братьев Гримм. Злая королева является официальной диснеевской злодейкой. Она также занимает двенадцатое место в списке «100 лучших героев и злодеев по версии AFI».
Созданная Уолтом Диснеем Злая королева была анимированна Артом Бэббитом и Норманом Фергюсоном.
Королева — злая, жестокая и коварная мачеха Белоснежки, чья главная цель в жизни — быть самой прекрасной женщиной на свете. Именно поэтому она заставляла свою падчерицу Белоснежку одеваться в лохмотья и выполнять самую тяжёлую работу во дворце.
В оригинальном фильме злодейка была озвучена американской театральной актрисой Люсиль Ла Верн. В настоящее время её озвучкой занимаются американские актрисы озвучивания: Сьюзанн Блэксли и Луиза Чармис. В русском дубляже мультфильма злодейка говорит голосом актрисы театра и кино Светланы Смирновой.

## Создание

### Обычный образ
Дизайн
Дизайн злой королевы был разработан художниками Джо Грантом, Густафом Теннгреном и Альбертом Хуртером, в то время как её анимация была поручена аниматору Арту Бэббиту. Первоначальные наброски показывали королеву довольно полненькой дамой средних лет с весьма карикатурной внешностью, чем-то похожей на персонажей «Глупых Симфоний». Однако со временем аниматоры решили не отрекаться от образа злой королевы в оригинальной сказке, и попытались сосредоточиться на олицетворении красоты, зла и опасности. Создание злодейки поручили аниматору Арту Бэббиту. Он вместе с остальными художниками позднее создал образ «жестокой, холодной и злобной женщины». По просьбе самого Уолта Диснея, сценаристы добавили ей смесь характеров Леди Макбет и Большого Злого Волка из мультфильма «Три поросёнка». Арт Бэббит также отличился от других аниматоров тем, что при создании мимики и жестов королевы он не использовал в качестве опоры живую модель. Есть версия, что для королевы всё же использовалась живая модель (имя натурщицы не упоминается ни в одном источнике). Однако, вопреки этому аниматор по-прежнему продолжал утверждать, что живую модель он не использовал и королеву он не срисовывал.
Прообразы для героини
Для создания новой внешности злой королевы аниматоры использовали очень большое количество образов, полных красоты. Одними из основных прообразов были сказочные вечно молодые колдуньи-красавицы, такие как Цирцея и Фея Моргана. Лицо и фигура злодейки были также срисованы со знаменитых актрис Голливуда, таких как любимица Диснея, Джоан Кроуфорд и Гейл Сондергард. Кроме того, прообразами для королевы помимо Кроуфорд и Сондергард стали ещё две известные актрисы: Грета Гарбо и Марлен Дитрих. Также ещё двумя прототипами образа злодейки стали статуя Уты, жены маркграфа Эккехарда II Мейсена, широко известной как самая красивая женщина Средневековой Германии и принцесса Кримхильда из фильма «Нибелунги». Платье королевы было списано с королевы Айши из фильма 1935 года, «Она», где её сыграла актриса Хелен Гаган Дуглас.
Наследие
Позднее внешность злой королевы была использована при создании образов других анимационных злодеек мультфильмов Диснея, таких как Леди Тремэйн (Золушка, 1950), Малефисента (Спящая красавица, 1959) и королева Нарисса (Зачарованная, 2007), в основном из-за особенности внешности и черт характера.

### Образ ведьмы
Анимацией образа королевы в облике ведьмы занимался аниматор Джо Грант. В качестве прообраза для ведьмы Грант использовал старинные изображения и описания сказочных ведьм, среди которых была и ведьма из мультфильма серии короткометражных мультфильмов Уолта Диснея «Глупые симфонии», «Детки в чаще» (1932), в том числе иллюстрации из немецкой сказки «Гензель и Гретель». Но большим вдохновением для создания злодейки в облике старой карги послужил образ актрисы Люсиль Ла Верн, которая озвучила героиню в двух обличиях. Для ведьмы были использованы живые модели, опорами для которой послужили актёр Дон Броди и танцор, он же основатель Американского театра балета, Пол Годкин. А выбран он был на эту роль за свой выдающийся нос.

### Озвучивание
На роль Злой королевы Уолт Дисней пригласил театральную актрису Люсиль Ла Верн, которая понравилась ему из-за своих ролей героинь в фильмах «Сиротки Бури» (1921) и «Повесть о двух городах» (1935) и за свой конёк: ведьминский смех. С ролью королевы актриса справилась хорошо в силу своего глубокого и проникновенного голоса. Помимо этого, Люсиль также досталась роль ведьмы, но с этим у неё начались проблемы: голос получался слишком гладким. Вскоре Уолт сказал Люсиль:
 Люсиль, в вашем голосе не хватает чего-то зловещего.
Тогда актриса попросила дать ей небольшой перерыв и она вышла. Вернувшись в студию через несколько минут, Люсиль приступила к озвучиванию, и когда началась запись, она закряхтела, как настоящая ведьма. После окончания записи Дисней был просто счастлив:
 Вот это то, что нужно! Это просто замечательно! Что же вы сделали, Люсиль?
На это актриса ответила:
 Я просто вынула искусственную челюсть.

### Имя
Настоящее имя злодейки — Королева Гримхильда (англ. Queen Grimhilde). Возможно, оно было позаимствовано от имени главной героини фильма «Нибелунги», с заменой буквы «К» на букву «Г»; с другой стороны, имя ей было дано в комиксах, выпущенных после выхода фильма, однако кинокомпания «Walt Disney» его как имя не признаёт. Видимо, тогда героине и решили дать прозвище «Злая королева», сделавшее её одной из популярных злодеек Диснея.

## Появления

### Фильмы

#### Белоснежка и семь гномов
Злая королева, завидуя красоте своей падчерицы Белоснежки, заставляет её работать служанкой и одеваться в лохмотья. Однако, несмотря на это, Белоснежка становится всё красивее, что заставляет завистливую мачеху бояться того, что однажды красота девушки затмит её собственную. Каждый день королева спрашивает своё волшебное зеркало, кто прекрасней всех на свете, и каждый раз получает ответ, что именно она прекрасней всех. Но однажды зеркало отвечает ей, что прекрасней всех на свете стала её падчерица — Белоснежка, и тогда королева решает убить принцессу.
Вызвав к себе своего придворного охотника, королева приказывает ему отвести Белоснежку в лес и зарезать. Она также даёт ему ларец, в котором он должен принести сердце девушки как доказательство её смерти. Охотник отказывается сделать это, но королева угрожает ему казнью, и ему приходится согласиться.
Той же ночью королева получает ларец с сердцем и узнаёт от волшебного зеркала, что Белоснежка всё ещё жива и прячется в лесу, в домике семи гномов и то, что охотник принёс ей сердце кабана. Разозлившись, королева спускается в потайную колдовскую комнату, и решает самолично отправиться к домику гномов, но для начала изменить внешность, чтобы её никто не узнал. По рецепту из книги заклинаний она приготавливает зелье, выпивает его и из красивой женщины превращается в безобразную старуху. Затем в той же книге заклинаний она находит рецепт приготовления отравленного яблока, которое может погрузить Белоснежку в смертный сон.
Вскоре королева находит яблоко и делает его отравленным, окуная в сонное зелье. Она уверена, что её цель осуществится. Но колдунье не даёт покоя мысль, что есть противоядие: «разрушить смертный сон может лишь первый поцелуй любви». Злодейка всё же надеется на то, что ничто не может помешать её коварному замыслу. Ведь гномы решат, что принцесса мертва, и похоронят её заживо. Взяв с собой отравленное яблоко, колдунья отправляется в лес на поиски лесного домика.
Наутро ведьма находит домик гномов и, дождавшись, когда они уйдут, застаёт Белоснежку одну. Она даёт принцессе яблоко, внушая ей, что оно исполняет желание, и говорит откусить от яблока кусочек. Поверив в это, Белоснежка надкусывает яблоко и засыпает смертным сном. Злорадствуя, колдунья выходит из домика, но натыкается на гномов, вернувшихся домой благодаря лесным зверушкам спасать Белоснежку от ведьмы. Начинается погоня. Королева пытается скрыться в горах, но оказавшись на вершине скалы, попадает в тупик. Она решает избавиться от гномов, пытаясь сбросить на них огромный валун, но внезапно в утёс ударяет молния, и ведьма падает в пропасть.

#### Однажды на Хэллоуин
В этом мультфильме злая королева в облике ведьмы в ночь перед Хэллоуином просит свой волшебный котёл показать ей нескольких злодеев, один из которых поможет ей завоевать Хэллоуин, среди которых: Капитан Крюк (Питер Пэн), Урсула (Русалочка) и Изма (Похождения императора), но в конце мультфильма котёл показывает королеве поражения всех злодеев, а затем заглатывает её. 

### Однажды в сказке
В популярном сериале «Однажды в сказке» Злая Королева (Реджина Миллс) — ключевой персонаж. Её играет Лана Паррия. История этой героини едва ли не самая трагическая из всех: легендарная вражда с Белоснежкой отнюдь не из-за красоты, но из-за того, что наивная девчушка невольно погубила Истинную любовь молодой Реджины, а бессердечная мать Кора сотворила из неё своё подобие. Это было связано с желанием отомстить матери Белоснежки, которая в своё время лишила Кору брака с отцом девочки. На протяжении пяти сезонов Королева борется с призраками прошлого, возвращается наконец в изначальное состояние, обретает настоящих друзей (включая ту же Белоснежку) и сестру — Зелину. В итоге она делается общепризнанным лидером городка Сторибрука и уничтожает дурную репутацию о себе.
Вообще Реджина — усталая, отважная, циничная, обаятельная, хладнокровная, но по сути, мудрая и благородная одиночка.

### Другие появления
Злая королева является официальной частью франшизы «Диснеевские злодеи» (англ. Disney Villains) — франшизы о злодеях из разных мультфильмов студии Disney, которая включает в себя различные товары — игрушки, аксессуары, канцелярские товары и многое другое.
Как и многие персонажи диснеевских мультфильмов, королева появляется во многих элементах продукции Дисней. Она очень часто появлялась как персонаж комиксов Disney, в основном в образе ведьмы, где она нередко настраивала против себя героев Диснея, среди которых были Чип и Дейл и Динь-Динь.
Парки развлечений «Диснейлэнд»
Королева также появляется в парках развлечений «Диснейленд», как персонаж аттракционов, так и в исполнении артистов.
Телевидение и фильмы
Как и многие персонажи Disney, королева появляется в некоторых телевизионных проектах студии Дисней, в том числе в качестве приглашённого гостя в клуб Микки Мауса, в мультсериале Мышиный дом (озвучивает Луиза Чармис). Она также появляется в специальных ТВ-выпусках сделанных специально для американского канала Disney, таких как Our Unsung Villains (1956), Disney’s Greatest Villains (1977), Disney’s Halloween Treat (1982) и A Disney Halloween (1983).
В 1987 году королева появилась в качестве главного антагониста в специальном ТВ-выпуске, посвящённому 50-летию мультфильма «Белоснежка и семь гномов», где её роль сыграла американская актриса Джейн Куртин.
Помимо мультфильма «Белоснежка и семь гномов», королева появляется и в других фильмах студии Disney. Она появляется в качестве камео в фильме «Кто подставил кролика Роджера» (в образе ведьмы). И в американском телесериале канала АВС в жанре фэнтези Однажды в сказке (англ. Once Upon a Time) .
Видеоигры
Королева появляется в качестве главного злодея вместе с Инспектором манежа («Дамбо»), Капитаном Крюком («Питер Пэн») и Королевой Червей («Алиса в стране чудес») в игре Disney's Villains' Revenge. В этой игре злодеи переворачивают в свою сторону те истории, где добро побеждает зло. В конце игры королева превращается в старуху и погибает, увидев в зеркале своё отражение. Озвучивает Луиза Чармис.
Королева также появляется в видеоигре Kingdom Hearts Birth by Sleep, в мире под названием «Dwarf Woodlands». В этой видеоигре её озвучивает Сьюзанн Блэксли.
Ever After High
По мультфильму у Злой Королевы есть дочь Рейвен Квин, которая решает не идти по стопам матери, а писать свою историю.
Descendants
По мультсериалу и фильму её дочь зовут Иви, и она тоже идет не идет по стопам матери. Хорошая куховарка (если не считать взрывных кексов), мадистка и косметолог.
Книги
В 2009 году была выпущена книга под названием «Самая прекрасная на свете: История злой королевы», написанная писательницей Сереной Валентино. Книга была издана компанией Disney Press. В книге рассказывается о том, как королева стала злодейкой, о том, как отец Белоснежки, король, погиб во время войны в соседнем королевстве, и о том, что мать королевы была злой колдуньей.

## Внешность
В своём обычном образе королева предстаёт холодной женщиной с презрительным взглядом, тонкими чертами лица и стройной фигурой. У неё бледная кожа, зелёные глаза, красные губы, тонкие тёмные брови, узкий прямой нос и длинные волнистые чёрные волосы. Королева носит платье тёмно-фиолетового цвета с длинными рукавами; её тонкая талия обвязана красным верёвочным поясом. Она носит чёрную балаклаву, которая закрывает её уши, шею и волосы. На плечах у неё длинная чёрная мантия с красной подкладкой внутри; нижняя часть мантии выложена белым мехом. На шее королева носит золотой кулон, который соединяет белый воротник с мантией. На голове у неё золотая корона с пятью шипами, на одном из которых красуется белая жемчужина. На ногах носит жёлто-оранжевые туфли на высоком каблуке. Королевское одеяние придаёт ей не просто образ правительницы, а скорее образ сказочной феи. Возраст королевы около 45 лет.
В образе ведьмы королева выглядит жутковато: это страшная горбатая старуха со зловещим лицом и выпученными глазами; у неё крючковатый нос, бородавки, густые чёрные брови, истрёпанные седые волосы и костлявые руки. Одета в чёрный плащ с капюшоном. На ногах носит серые башмаки.

## Характер и способности
По характеру королева — тщеславная, жестокая и властная женщина. При этом она не ставит своей главной целью властвовать над всем миром, ведь у неё цель другая — быть самой красивой на всём белом свете. Испытывает ненависть к своей падчерице, и, желая добиться поставленной цели, решает погубить её. Ревнива, так как хочет привлечь к себе мужчин, но гордыня и тщеславие королевы только отталкивает их, что очень её раздражает и приводит в ярость. Вспыльчива, на любой отказ или возражение отвечает резкостью и вспышками гнева. При всём этом она остаётся холодной и коварной женщиной, которая ни перед чем не остановится, лишь бы добиться своей цели.
Королева обладает колдовской силой. Имеет волшебное зеркало, с которым она всегда разговаривает и спрашивает, красивей ли она всех на свете. С помощью магии королева способна принимать любое обличье, используя его как маскировку. Имеет в замке свою тайную колдовскую комнату, о существовании которой никто не подозревает. В этой комнате живёт её питомец — ворон. Он не играет никакой роли в мультфильме, а всего лишь выступает зрителем, наблюдая за магическими действиями своей хозяйки.
В «Однажды в сказке» образ Реджины Миллс ярок, уникален и парадоксален. Она была изначально благородна и добра, беззаветно и взаимно любила молодого конюха Дэниела. Но властная, расчётливая и циничная Кора, мать её, третья колдунья миров и крупнейшая помещица, желала возвести дочь на трон и для этого убила Дэниела, уже успевшего обручиться с девушкой. Это переломило в корне всю судьбу Реджины, и она стала одержима местью Белоснежке, из-за которой Кора и убила её жениха. Впоследствии образ Злой Королевы — один из ключевых в сериале. С нею связано множество событий, интриг, легенд и тайн, но в конечном итоге Реджина избирает свой изначальный путь — путь света.

## Родственники
- Король (англ. The King) — отец Белоснежки, после смерти её матери женился на злой и бессердечной женщине. Предположительно, погиб во время войны в соседнем королевстве (в фильме не упоминается).
- Белоснежка (англ. Snow White) — падчерица. Является объектом ненависти своей мачехи. Узнав от охотника, что королева приказала её убить, ей пришлось убежать глубоко в лес и никогда не возвращаться. Добрые гномы приютили её у себя, но так и не смогли сберечь: Белоснежка стала жертвой злой королевы, которая пришла к ней в обличии страшной старухи и угостила отравленным яблоком. К радости гномов она ожила от поцелуя принца и уехала с ним в замок[22].
- Злой принц (англ. The Wicked Prince) — брат королевы, появляющийся в одном из комиксов, выпущенных после выхода фильма.
- Зелина (она же Великая Ведьма, Злая Ведьма Запада) — старшая единоутробная сестра Реджины, появившаяся в американском телесериале «Однажды в сказке». Беспредельно коварная, умная, циничная и хитрая фаталистка. Завидовала сестре и пыталась отомстить за её, как она полагала, «счастье». Впоследствии она становится мягче, спокойнее и добрее, вспоминает один очень важный эпизод из детства и переезжает жить к Реджине, перейдя окончательно на сторону главных героев.

## Цитаты и высказывания
- В ликах чужих, господин, видишь всё ты лишь один. Из зазеркальных глубин приди! Образ свой яви!
- Зеркало, открой секрет, кто красой затмил весь свет?
- Тем хуже для неё! Назови её имя!
- Отведи её в лес, да подальше. Найди укромное местечко… пусть она наберёт там цветов (охотник повинуется). А затем, мой верный охотник, убей её! (Охотник возражает.) Молчать! (встаёт с трона) Знаешь, что будет, если ты меня ослушаешься?
- А чтобы ты вдруг не вздумал обмануть меня… принесёшь мне её сердце в ларце!
- Сердце кабана?! (злится от досады) Так он меня обманул! (спускается в колдовскую комнату)
- Сердце кабана! Ничтожный глупец! (швыряет шкатулку)
- Так, мне нужно заклятье, чтобы красоту превратить в уродство, а королевское одеяние — в нищенские лохмотья. (Листает книгу и тут же находит рецепт.) Прах мумии, чтобы стать старухой, а для одежды — тьма ночная. Чтобы состарить голос — хохот старой карги. Жуткий вопль, чтоб поседели волосы! (Приготовив зелье, читает заклинание.) И ветра порыв, чтобы злобу раздуть! Гром небесный и молнии, чтобы подбавить жару! Итак, пусть колдовство свершится! (Выпивает зелье, роняет фужер, хватается за горло и превращается в ведьму.)
- Мой голос… мой голос! Никто меня не узнааает! (Являет своё лицо миру.)
- А теперь нужна необычная смерть для такой красавицы. Какая же? (листает книгу по умерщвлению жертвы и находит ответ.) Отравленное яблочко… Смертный сон! Один кусок отравленного яблока и жертва уснёт. Уснёт навсегда…
- С зельем сонным этот плод кто откусит, тот уснёт! (окунает яблоко в зелье) На кожицу чудо-плода посмотри: это символ того, что сокрыто внутри. А теперь покрасней, чтобы суть свою скрыть! Белоснежка захочет кусок откусить. (кряхтит от злорадства)
- Лишь только яблоко возьмёт, как ждёт меня успех! Она откусит и сразу заснёт! И стану я тогда красивей всех!
- Она откусит и заснёт… Яблочко, ну! (Принцесса падает замертво. Колдунья пытается уйти, но спасается бегством, замечая за собой погоню.)
- Я… Я вам задам! Все кости переломаю! (В скалу бьёт молния и ведьма c истошным криком падает в пропасть)